# Арчер, Стюарт
Бертрам Стюарт Тревелиан Арчер (англ. Bertram Stuart Trevelyan Archer; 3 февраля 1915, Хампстед, Лондон, Англия, Великобритания — 2 мая 2015, Саутгейт, там же) — британский военный деятель, полковник Британской армии. Будучи архитектором по профессии, после начала Второй мировой войны Арчер записался на военную службу и стал специалистом по разминированию. Обезвредив более 200 бомб, Арчер особым образом проявил себя при разминировании нефтеперерабатывающего завода, за что был награждён крестом Георга. После войны он вернулся к карьере архитектора, однако впоследствии снова поступил на военную службу и в 1967 году был возведён в звание офицера ордена Британской империи. После второй отставки Арчер занялся общественной деятельностью, став членом Королевского института британских архитекторов и Ассоциации Креста Виктории и Креста Георга. Скончался в 2015 году в возрасте 100 лет.

## Биография

### Молодые годы, семья, образование
Бертрам Стюарт Тревелиан Арчер родился 3 февраля 1915 года в Хампстеде, на севере Лондона, в семье владевшего собственным бизнесом инженера-электрика Бертрама Георга Рейне Арчера и Фрэнсис Мод Арчер (в девичестве Хэтфилд). Стюарт учился в Шерингамской домашней школе и Школе архитектуры в Политехническом институте на Риджент-стрит. В возрасте 21 года, он стал самым младшим выпускником Королевского института британских архитекторов. В июле 1936 года поступил на работу в Грейс-Инн, где после получения сертификата о квалификации вступил в партнёрство в архитектурной фирме «Ingram Son and Archer».
В 1939 году Стюарт женился на Кэтлин Матильде Хэтт, известной как Кит. У них родились сын Ян Стюарт Тревелиан Арчер, ставший архитектором, и две дочери: Дейдре Марджори Строугер и Мелани Патриция Арчер.

### Военная служба
До войны Арчер в звании рядового служил в Почётной артиллерийской роте. В январе 1940 года, через год после женитьбы, он был переведён в Корпус Королевских инженеров и был отправлен в 533-ю полевую роту, занимающуюся обезвреживанием бомб. 30 марта ему было присвоено звание второго лейтенанта. В мае Арчер в качестве командира 104-го отряда прибыл в Кардифф — в Южный Уэльс.
С июля 1940 года английские порты и промышленные города подвергались атакам немецкой «Люфтваффе», использовавшей преимущественно осколочно-фугасные бомбы, из которых более 90 процентов взрывались от ударов о землю, ввиду чего гибло много людей, а местной экономике наносился значительный материальный ущерб. Оставшиеся бомбы не взрывались потому, что оказывались неисправными или были оснащены взрывателями замедленного действия, но несмотря на это зарывались на значительную глубину в землю близ заводов, энергостанций, аэродромов, верфей и других важных объектов, в результате чего приостанавливалась всякая хозяйственная и промышленная деятельность. В самый разгар «Блица», Арчер постоянно рискуя жизнью практически каждый день обезвреживал по несколько бомб, многие из которых были оснащены новыми смертельно опасными предохранителями замедленного действия. В то же время не все члены отрядов по разминированию обладали специальными знаниями и пониманием опасности, исходящей от неразорвавшихся бомб, не имея поначалу в своём распоряжении даже специального оборудования. 15 июля на аэродром «Сент-Атан» в Южном Уэльсе были сброшены четыре 250-килограммовые бомбы, ни одна из которых не взорвалась. Две из них оказались в пределах 10 ярдов от сборочных ангаров. Арчер лично инициировал процесс раскопок каждой из бомб, которые после этого были осторожно погружены на грузовики и отвезены на открытую площадку, где и подверглись уничтожению. Четыре недели спустя такие же бомбы были обнаружены в Мултоне. Арчер самостоятельно очистил землю вокруг одной из бомб и дойдя до возможно заминированного взрывателя типа №50, требовавшегося военному ведомству для исследований, приказал своей команде уйти на безопасное расстояние и вручную с помощью гаечного ключа извлёк механизм из корпуса бомбы. К концу августа 1940 года за время работы в Суонси, Ните, Порт-Толботе и Вейл-оф-Гламорган, 25-летний Арчер обезвредил около 200 бомб.
После Дюнкеркской эвакуации 29 августа 1940 года налёты немецкой авиации усилились, ввиду чего на территории Англии оказалось более 2500 неразорвавшихся бомб, ожидающих разминирования. В этот период Арчер получил задание, ставшее одним из самых смелых и известных подвигов в его карьере. 2 сентября он вместе с двенадцатью офицерами и сапёрами был вызван на нефтеперерабатывающий завод Англо-иранской нефтяной компании в Лландарси около Суонси. Команда прибыла к заводу около 10 часов утра, когда танкеры уже были объяты пламенем, однако тушению пожара мешали четыре неразорвавшиеся бомбы, в том числе одна под баком с нефтью. После четырёх с половиной часов работы в дыму, жаре и пламени, от которого плавилась даже сталь, Арчер вместе со своей командой успешно разминировал две бомбы, в то время как две других взорвались никому не причинив вреда. Прорыв шахту под танкером к одной из бомб, Арчер выдернул из неё голыми руками взрыватель №17, и нашёл ещё один — «Zus 40», который до него никто прежде не видел. В то время мало было известно о природе немецких предохранителей, и Арчер добыв для военного ведомства их образцы под номерами 17, 25, 26, 38 и 50, помог будущей работе команд по обезвреживанию.
За эти действия, 30 сентября 1941 года Арчер был награждён крестом Георга «в признание наиболее заметного мужества в проведении опасных работ очень смелым образом». 21 октября король Георг VI лично вручил ему награду в Букингемском дворце.
10 августа 1943 года Арчер был повышен до майора и назначен штабным офицером в Южное командование. Позже он сломал ногу, находясь за рулём грузовика. В 1945 году Арчер был переведён во 2-ю группу ОБ, где принял командование 12-ротой. 19 мая 1946 года он был произведён в капитаны. В том же году Арчер вышел в отставку с военной службы и продолжил карьеру архитектора.
18 марта 1947 года Арчер был награждён Медалью территориальной эффективности. Также он был награждён Медалью обороны, Военной медалью 1939—1945, Медалью общей службы, Коронационной медалью Елизаветы II.
В 1950 году Арчер вернулся в армию и 10 марта 1951 года в звании капитана был зачислен в чрезвычайный резерв. 30 ноября того же года ему было присвоено звание майора, и он начал служить в 137-м полку ОБ, которым командовал до 1954 года. 7 февраля 1955 года Арчеру было присвоено звание подполковника, после чего он принял командование 142-м полком ОБ.
13 марта 1959 года Арчер был удостоен Награды чрезвычайного резерва. 2 июня 1961 года он был возведён в звание офицера ордена Британской империи. 1 августа того же года Арчер был повышен до полковника и переведён в регулярный резерв, выйдя таким образом в отставку. 28 октября 1963 года он получил звание почётного полковника Полков по обезвреживанию бомб Королевских инженеров, а именно 137-го, 142-го и 144-го. 31 марта 1967 года Арчер отказался от назначения в почётные полковники.

### В отставке
В 1970 году Арчер был избран членом Королевского института британских архитекторов. В 1977 году он был награждён Медалью Серебряного юбилея королевы Елизаветы II.
С 1994 по 2006 год Арчер занимал пост председателя Ассоциации Креста Виктории и Креста Георга. 13 апреля 1999 года он встретился с Королевой-матерью Елизаветой на традиционной службе памяти в церкви Сент-Мартин-ин-зе-Филдс в Лондоне. 9 апреля 2002 года он представлял ассоциацию на её похоронах. В том же году Арчер был награждён Медалью Золотого юбилея королевы Елизаветы II.
14 мая 2003 года, вместе с кавалерами Крестов Виктории и Георга, королевой Елизаветой II и герцогом Филиппом, Арчер принял участие в открытии Мемориала Креста Виктории и Креста Георга в Вестминстерском аббатстве.
6 октября 2004 года Арчер вместе с кавалером Креста Виктории Эриком Уилсоном принял участие в запуске распространения скретч-карт для пожертвований программе «Poppy Appeal» Королевского британского легиона в Имперском военном музее. 14 октября на открытии реконструированного Главного здания Министерства обороны Арчер встретился и пообщался с Елизаветой II.
10 сентября 2008 года Арчер вместе с кавалерами Крестов Виктории и Георга побывал на приёме у принца Чарльза и герцогини Камиллы в Сент-Джеймсском дворце. 10 ноября 2010 года Арчер встретился с товарищами по Ассоциации Креста Виктории и Креста Георга, а также принцем Чарльзом и герцогиней Камиллой на службе в церкви Сент-Мартин-ин-зе-Филдс на Трафальгарской площади и на приёме в Кларенс-хаусе. 30 мая 2012 года, в рамках празднования Бриллиантового юбилея Елизаветы II, принц Чарльз и герцогиня Камилла наградили Арчера медалью в честь данного события.
3 февраля 2011 года в возрасте 96 лет Арчер стал старейшим живым кавалером Креста Георга.
В 2014 году о подвиге Арчера было рассказано в документальном сериале «George Cross Heroes» на телеканале «Discovery Channel UK».
3 февраля 2015 года Стюарту Арчеру исполнилось 100 лет, в результате чего он стал первым перешагнувшим столетний рубеж кавалером Креста Виктории или Креста Георга, двух самых высших наград Великобритании за храбрость. На тот момент он был одним из двадцати живых кавалеров Креста Георга. Его жена Кэтрин скончалась 20 лет назад, а сам он в последние годы болел и жил в своей квартире на севере Лондона, имея трёх взрослых детей, десять внуков и одиннадцать правнуков.
Бертрам Стюарт Тревелиан Арчер скончался 2 мая 2015 года в возрасте 100 лет. Похороны состоялись 21 мая в Церкви Христа в Саутгейте.

## Комментарии
1. ↑  См. фотографию Арчера Архивная копия от 23 февраля 2015 на Wayback Machine.